# Vincent (évêque de Maguelone)
Pour les articles homonymes, voir Vincent.
Vincent était évêque de Maguelone au VIIe siècle.

## Biographie
Gumild n'étant plus évêque depuis sa rébellion en 672 contre le roi wisigoth Wamba, les chanoines de Maguelone demandèrent à ce même roi de nommer Vincent comme évêque de Maguelone,. La seule autre trace connue de Vincent est sa participation au XIIIe Concile de Tolède qui eut lieu en 683 et qui devait réhabiliter les personnes qui s'étaient rebellées contre le roi Wamba,.
Sa date de décès est inconnue de manière certaine, mais certains auteurs avancent l'année 695, bien que d'autres auteurs avancent qu'il fut témoin de la destruction de Maguelone par Charles Martel en 737 et donc un épiscopat de plus de soixante ans. Quelle que soit l'hypothèse avancée, son successeur en tant qu'évêque est inconnu, soit qu'il n'y ait aucune trace du nom, soit que le poste soit vacant.